# Parafia Matki Bożej Jasnogórskiej w Clinton
Parafia Matki Bożej Jasnogórskiej w Clinton (ang. Our Lady of Jasna Gora Parish) – parafia rzymskokatolicka położona w Clinton, Massachusetts, Stany Zjednoczone.
Jest ona jedną z wielu etnicznych, polonijnych parafii rzymskokatolickich w Nowej Anglii z mszą świętą w języku polskim dla polskich imigrantów.
Ustanowiona została w 1913 roku.
Nazwa parafii jest związana z kultem Matki Bożej Jasnogórskiej. Wspomnienie liturgiczne obchodzone jest 26 sierpnia.
1 lipca 2010 została zamknięta i włączona do nowo powstałej parafii św. Jana Stróża Naszej Pani (St John the Guardian of Our Lady) w Clinton.

## Szkoły
- St. Mary Elementary School